# World Series of Poker 1990
Die World Series of Poker 1990 war die 21. Austragung der Poker-Weltmeisterschaft und fand vom 30. April bis 17. Mai 1990 im Binion’s Horseshoe in Las Vegas statt.

## Turniere

### Turnierplan

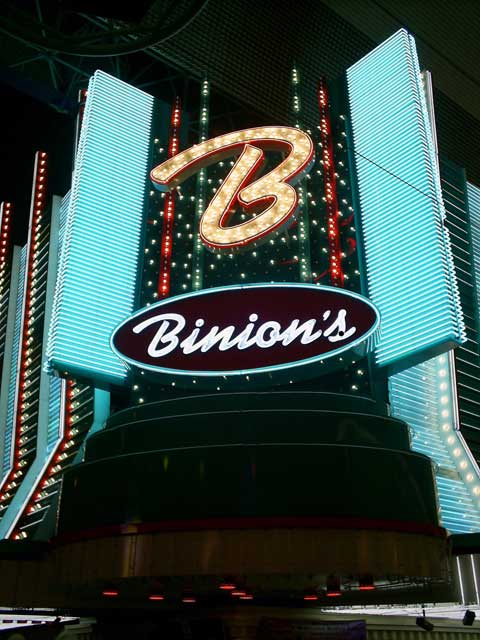
Das Binion’s Horseshoe in Las Vegas

Im Falle eines mehrfachen Braceletgewinners gibt die Zahl hinter dem Spielernamen an, das wievielte Bracelet in diesem Turnier gewonnen wurde.
| #  | Buy-in (in $) | Turnier                                          | Turnierbeginn | Teilnehmer | Sieger             | Herkunft               | Preisgeld (in $) |
| -- | ------------- | ------------------------------------------------ | ------------- | ---------- | ------------------ | ---------------------- | ---------------- |
| 1  | 01.500        | Limit Hold’em                                    | 30. Apr. 1990 | 420        | Mike Hart (2)      | Vereinigte Staaten     | 252.000          |
| 2  | 01.500        | Limit Razz                                       | 1. Mai 1990   | 186        | Ray Rumler         | Vereinigte Staaten     | 111.600          |
| 3  | 01.500        | Limit Seven Card Stud Hi-Lo                      | 2. Mai 1990   | 181        | Norman Boulus      | Vereinigte Staaten     | 108.600          |
| 4  | 01.500        | Limit Omaha Hi-Lo                                | 3. Mai 1990   | 189        | Monte Kouz         | Vereinigte Staaten     | 113.400          |
| 5  | 01.500        | Limit Omaha                                      | 4. Mai 1990   | 178        | Tony Stormsand     | Vereinigte Staaten     | 106.800          |
| 6  | 01.500        | Limit A-5 Draw Lowball                           | 5. Mai 1990   | 207        | Phil Reher         | Vereinigte Staaten     | 124.200          |
| 7  | 01.500        | Limit Seven Card Stud                            | 6. Mai 1990   | 264        | Vasilis Lazarou    | Vereinigte Staaten     | 158.400          |
| 8  | 01.500        | Pot-Limit Omaha                                  | 7. Mai 1990   | 189        | Shawqi Shunnarah   | Vereinigte Staaten     | 113.400          |
| 9  | 05.000        | No-Limit 2-7 Draw Lowball                        | 8. Mai 1990   | 037        | John Bonetti       | Vereinigte Staaten     | 083.250          |
| 10 | 05.000        | Limit Seven Card Stud                            | 9. Mai 1990   | 084        | Hugh Todd          | Sudafrika              | 168.000          |
| 11 | 05.000        | Pot-Limit Omaha                                  | 10. Mai 1990  | 071        | Thomas Preston (4) | Vereinigte Staaten     | 142.000          |
| 12 | 02.500        | Limit Hold’em                                    | 11. Mai 1990  | 254        | Berry Johnston (3) | Vereinigte Staaten     | 254.000          |
| 13 | 02.500        | No-Limit Hold’em                                 | 12. Mai 1990  | 260        | Allen Baker        | Vereinigte Staaten     | 260.000          |
| 14 | 00.500        | Ladies Limit Seven Card Stud                     | 13. Mai 1990  | 110        | Marie Gabert       | Vereinigte Staaten     | 022.000          |
| 15 | 10.000        | No Limit Hold’em Main Event – World Championship | 14. Mai 1990  | 194        | Mansour Matloubi   | Vereinigtes Konigreich | 835.000          |

### Main Event
Der Finaltisch wurde am 17. Mai 1990 ausgespielt. Mit Mansour Matloubi siegte erstmals ein Nicht-Amerikaner beim Main Event. In der finalen Hand gewann er mit 6♥ 6♠ gegen Lund mit 4♦ 4♣.
| Platz | Herkunft               | Spieler          | Preisgeld (in $) |
| ----- | ---------------------- | ---------------- | ---------------- |
| 1     | Vereinigtes Konigreich | Mansour Matloubi | 835.000          |
| 2     | Vereinigte Staaten     | Hans Lund        | 334.000          |
| 3     | Vereinigte Staaten     | Dave Crunkleton  | 167.000          |
| 4     | Vereinigte Staaten     | Jim Ward         | 091.850          |
| 5     | Vereinigte Staaten     | Berry Johnston   | 075.150          |
| 6     | Vereinigte Staaten     | Al Krux          | 058.450          |